# Louise de Marillac
Louise de Marillac (Ferrières-en-Brie, 12 d'agost del 1591 - París, 15 de març del 1660) va ésser una religiosa francesa, fundadora –juntament amb sant Vicenç de Paül– de la congregació de les Filles de la Caritat, dedicada a l'ensenyament i a la tasca hospitalària. Canonitzada el 1934, és venerada per l'Església catòlica com a santa.
Louise de Marillac va néixer a París el 1591, en el si d'una família noble d'Alvèrnia, com a filla natural de Louis I de Marillac. El 1595, el seu pare es va casar després d'haver-la deixat internada en el monestir de Saint-Louis-de-Poissy, de monges dominiques, on hi va ésser educada amb una sòlida formació humanística, sota la guia d'una tia, Louise de Marillac. Probablement hi va conèixer l'espiritualitat de Santa Caterina de Siena, que després palesarà en els seus escrits. El 1604, morta la seva tia, va anar a París, on fou tutor seu Michel de Marillac, futur canceller de França. Hi aprengué a portar una casa i entrà en els ambients de reforma catòlica de la capital, freqüentant les caputxines del Foubourg Saint-Honoré. Pensà d'ingressar en alguna congregació i va fer vot de servir Déu i el proïsme.
Michel de Marillac era un fervent catòlic i havia pres part en la reforma de l'orde dels carmelites. A través seu, va conèixer, en una de les reunions a la tertúlia de Madame Acarie, el pare Pierre de Bérulle i Charles Bochard de Champigny, provincial dels caputxins el 1612. Aquest recomanà a Lluïsa, en veure que era de constitució feble, que no es fes caputxina, que Déu li hauria assignat una altra missió.
Lluïsa va seguir la direcció espiritual de Jean-Pierre Camus, bisbe de Belley i amic de sant Francesc de Sales.

## Matrimoni

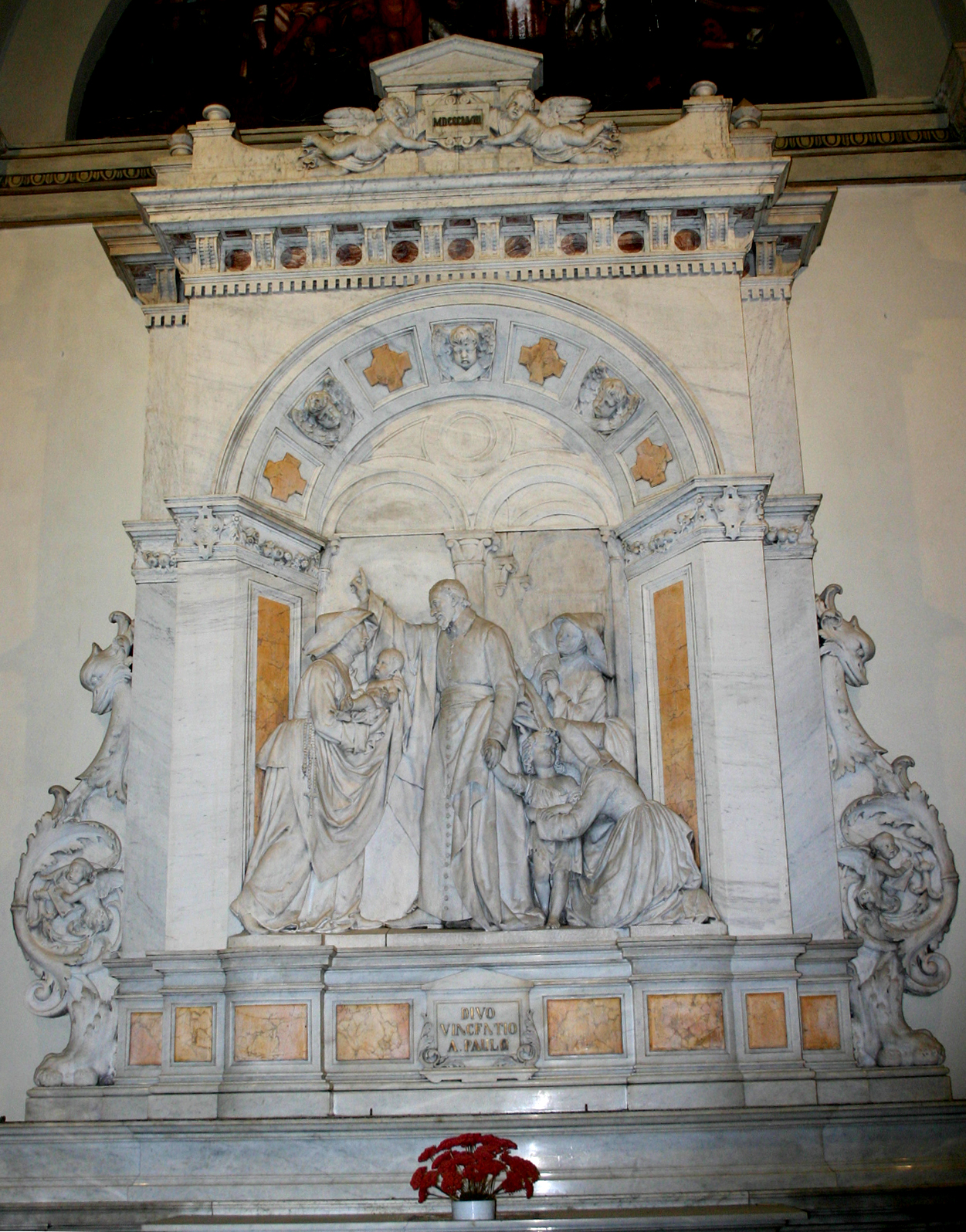
Escultura de Giovanni Pandiani, amb els sants Vicenç de Paül i Lluïsa de Marillac, 1858-1860 (Milà, San Carlo al Corso)

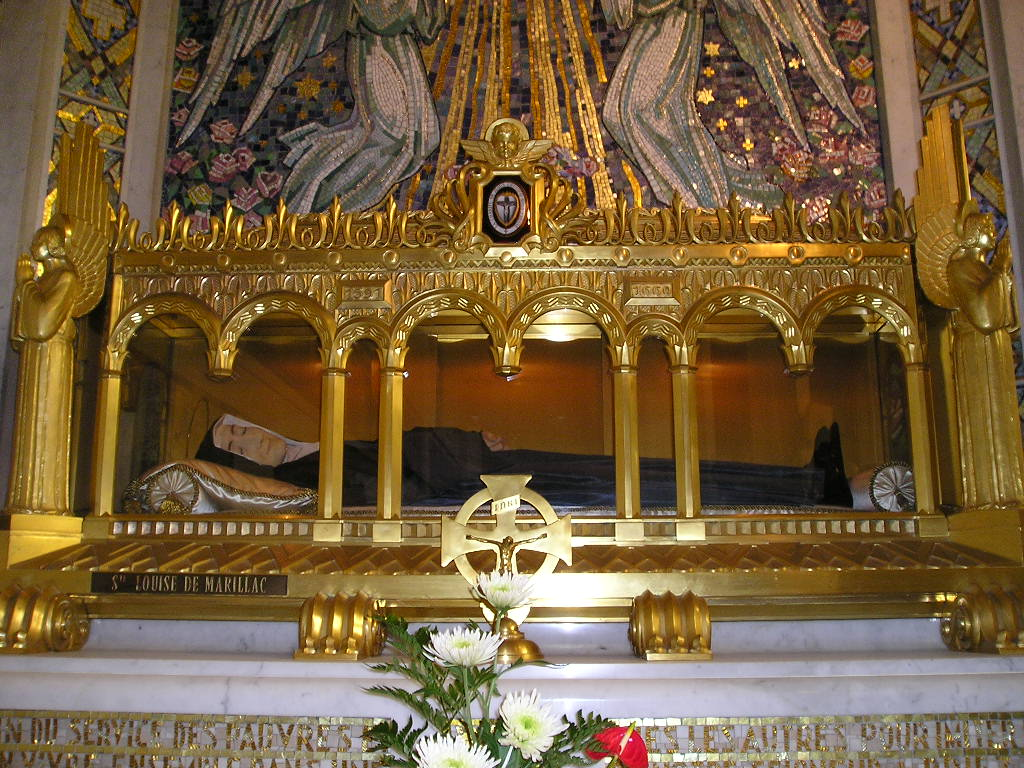
Reliquiari i cos de Lluïsa de Marillac a la capella de la Rue de Bac de París

Michel de Marillac va fer esposar Lluïsa amb Antoine Le Gras, secretari de la reina mare, Maria de Mèdici, matrimoni que s'esdevingué el 5 de febrer del 1613. L'octubre va donar a llum el seu fill Michel. El 1622, el seu marit va caure greument malalt. Al final del 1624 va triar com a director espiritual Vicenç de Paül, que havia fundat feia poc la Congregació de la Missió per predicar i fer apostolat, i que volia ampliar l'obra d'aquesta fundació. Mentrestant, el 21 de desembre del 1625, Antoine Le Gras morí de tuberculosi.

## Vinculació amb Vicenç de Paül
Entre 1625 i 1629 Lluïsa de Marillac es dedicà a les obres de caritat. Havia deixat el seu fill intern en un col·legi i es podia dedicar a consolidar l'obra de les Dames de la Caritat, que Vicenç de Paül li encarregà el 1629. Aquest grup era una fraternitat formada per dames nobles o burgeses, que contribuïen amb recursos, les seves mans i el seu temps a l'assistència a malalts i necessitats. Lluïsa de Marillac va fer que les dames que en formaven part prenguessin consciència del seu paper i de la significació cristiana de la seva obra. A més, portava els comptes i formava les que després serien mestres de les nenes. El 5 de febrer de 1630, després d'haver visitat la casa de les Dames de la Caritat d'Asnières-sur-Seine, va tenir una experiència mística del seu matrimoni místic amb Crist.

## Fundació de les Filles de la Caritat i últims anys
El novembre del 1633, amb algunes noies que havien après a llegir amb les Dames de la Caritat i que, al seu torn, volien dedicar-se a la caritat, Lluïsa de Marillac, d'acord amb Vicenç de Paül, les reuní a casa seva per formar-les i, el 25 de març del 1642, ella mateixa i quatre noies van fer els vots per oferir-se totalment al servei de Crist personificat en els pobres: va néixer així la Companyia de les Filles de la Caritat.
Les activitats del nou institut van ser nombroses: educació dels orfes i nenes sense recursos, ajut a les víctimes de la Guerra dels Trenta Anys i altres conflictes, cura de malalts a domicili i en hospitals, servei als presoners i malalts mentals, fundació d'hospitals, etc. Les germanes eren dones «lliures», no enclaustrades, per poder dedicar-se a la caritat activa, que tenien per objectiu «la santa humilitat» i «per monestir, la casa dels malalts, per cel·la la cambra de l'afligit, per claustre els carrers de la ciutat o les sales dels hospitals». En poc temps, Lluïsa de Marillac va fundar noves comunitats a trenta ciutats de França i a Polònia: París, Richelieu, Angers, Sedan, Nanteuil-le-Haudouin, Liancourt, Saint-Denis, Serqueux, Nantes, Fontainebleau, Montreuil-sur-Mer, Chars, Chantilly, Montmirail, Hennebont, Brienne, Étampes, Varsòvia, Bernay, Sainte-Marie-du-Mont, Caors, Saint-Fargeau, Ussel, Calais, Metz i Narbona.
Va morir el 15 de març del 1660, amb la salut molt afectada pel treball continu. El seu cos, sebollit a l'església de Saint-Laurent de París, és avui a la capella de la casa mare de les Filles de la Caritat, al número 140 de la Rue du Bac de París.

## Veneració
Lluïsa de Marillac va ésser beatificada el 9 de maig del 1920 per Benet XV i canonitzada l'11 de març del 1934 per Pius XI. Joan XXIII la proclamà patrona de les obres socials el 1960.